# Golče
Golče este o localitate din comuna Zagorje ob Savi, Slovenia, cu o populație de 36 de locuitori.